# Бадр Банун
Бадр Банун (араб. بدر بانون, нар. 30 вересня 1993, Касабланка) — марокканський футболіст, захисник клубу «Раджа» (Касабланка) і національної збірної Марокко.

## Клубна кар'єра
Народився 30 вересня 1993 року в місті Касабланка. Вихованець футбольної школи місцевого клубу «Раджа». 2013 року дебютував в іграх за основну команду цього клубу. 
Не пробивщись відразу до основного складу «Раджі», був відданий в оренду до клубу «Ренессанс Беркан», де провів сезон 2014/15.
Повернувшись з оренди до «Раджі» (Касабланка), поступово виборов собі місце в основному складі і станом на 23 травня 2018 року відіграв за клуб 117 матчів в національному чемпіонаті.

## Виступи за збірну
7 жовтня 2017 року дебютував в офіційних матчах у складі національної збірної Марокко, вийшовши на заміну замість Мехді Бенатія у грі відбору до чемпіонату світу 2018 року проти збірної Габону.
До цього встиг провести декілька матчів за так звану «внутрішню» збірну, команду з гравців чемпіонату Марокко, у кваліфікації до чемпіонату африканських націй. Згодом був учасником цього турніру, що проходив у січні-лютому 2018 року в Марокко і де господарі турніру вийшли його переможцями. 

## Титули і досягнення
- Чемпіон Марокко (1):

«Раджа»: 2019—2020
- Володар Кубка Марокко (1):

«Раджа»: 2017
- Володар Кубка Єгипту (1):

«Аль-Аглі»: 2020
- Переможець Ліги чемпіонів КАФ (2):

«Аль-Аглі»: 2019–2020, 2020–2021
- Володар Суперкубка КАФ (3):

«Раджа»: 2018
«Аль-Аглі»: 2020, 2021
Збірні
- Переможець Ісламських ігор солідарності: 2013
- Переможець чемпіонату африканських націй: 2018